# Let Love Lead The Way
「Let Love Lead The Way」（レット ラヴ リード ザ ウェイ）は、イギリスの女性歌手グループ、スパイス・ガールズの楽曲。「Holler」と共に両A面シングルとして2000年10月23日に発売された。

## 曲について
この曲の歌詞は、1998年5月に脱退したジェリへの賞賛の意を込められている。1998年に世界中で（特にカナダで）ヒットした「グッドバイ」をリリースしたが、この曲もジェリに向けての曲であった。この曲では「どのようにして彼女達の愛がジェリのこれからを導くのか、そしてなぜ彼女がこの道を選んだのか」をテーマにして歌われている。
イギリスではチャート1位をマークした。この後にシングル「テル・ミー・ホワイ」をリリース予定だったが、メンバーがこれからの将来を話し合い、リリースをキャンセルすることを決定した。その後メンバーはそれぞれソロ活動を本格的に開始し事実上解散状態になった。

## トラックリスト
- UK CD1

1. "Holler" (ラジオ・エディット) - 3:55
2. "Let Love Lead The Way" (ラジオ・エディット) - 4:15
3. "Holler" (MAW Remix) - 8:30
4. "Holler" (Video)

- UK CD2

1. "Let Love Lead The Way" (ラジオ・エディット) - 4:15
2. "Holler" (ラジオ・エディット) - 3:55
3. "Holler" (MAW Tribal Vocal Version)- 7:10
4. "Let Love Lead The Way" (Video)
5. "Let Love Lead The Way" (30秒×4 メイキング映像)

## チャート
| チャート                       | 順位 |
| ------------------------------ | ---- |
| オーストラリア                 | 2    |
| イギリス                       | 1    |
| アイルランド                   | 3    |
| イタリア                       | 3    |
| カナダ                         | 4    |
| U.S ビルボード                 | 107  |
| U.S ホットダンス・クラブプレイ | 31   |
| フランス                       | 44   |
| ドイツ                         | 17   |
| オーストリア                   | 24   |
| ニュージーランド               | 2    |
| スイス                         | 15   |
| フィリピン                     | 1    |
| スウェーデン                   | 8    |
| ノルウェー                     | 4    |
| フィンランド                   | 6    |

UKでの売り上げ23万枚